# Thor (Unternehmen)
Die Thor GmbH (Eigenschreibweise: THOR, auch bekannt als Thor Chemie) ist ein Spezialchemikalienhersteller mit Sitz im rheinland-pfälzischen Speyer.
Das Unternehmen ist Teil der international tätigen Thor-Gruppe mit Hauptsitz im britischen Bramling und weiteren Werken in Europa, Asien, Afrika und Nordamerika. Produziert werden technische Konservierungsmittel, Flammschutzmittel sowie Additive für Kosmetika. 2019 machte Thor mit 623 Mitarbeitern einen Umsatz von 243,4 Mio. Euro.